# Wales (Dakota del Norte)
Wales es una ciudad ubicada en el condado de Cavalier en el estado estadounidense de Dakota del Norte. En el censo de 2010 tenía una población de 31 habitantes y una densidad poblacional de 50,5 personas por km².

## Geografía
Wales se encuentra ubicada en las coordenadas 48°53′41″N 98°36′3″O / 48.89472, -98.60083. Según la Oficina del Censo de los Estados Unidos, Wales tiene una superficie total de 0.61 km², de la cual 0.61 km² corresponden a tierra firme y (1.27%) 0.01 km² es agua.

## Demografía
Según el censo de 2010, había 31 personas residiendo en Wales. La densidad de población era de 50,5 hab./km². De los 31 habitantes, Wales estaba compuesto por el 90.32% blancos, el 0% eran afroamericanos, el 0% eran amerindios, el 0% eran asiáticos, el 0% eran isleños del Pacífico, el 3.23% eran de otras razas y el 6.45% pertenecían a dos o más razas. Del total de la población el 0% eran hispanos o latinos de cualquier raza.